# Wimbledon Championships 2000
Die 114. Wimbledon Championships fanden vom 26. Juni bis zum 9. Juli in London statt. Ausrichter war der All England Lawn Tennis and Croquet Club.
Es nahmen in der Hauptrunde jeweils 128 Herren und Damen an den Einzelwettbewerben teil.

## Herreneinzel

### Setzlisten
| Nr. | Spieler            | Erreichte Runde |
| --- | ------------------ | --------------- |
| 01. | Pete Sampras       | Sieg            |
| 02. | Andre Agassi       | Halbfinale      |
| 03. | Magnus Norman      | 2. Runde        |
| 04. | Gustavo Kuerten    | 3. Runde        |
| 05. | Jewgeni Kafelnikow | 2. Runde        |
| 06. | Cédric Pioline     | 2. Runde        |
| 07. | Lleyton Hewitt     | 1. Runde        |
| 08. | Tim Henman         | Achtelfinale    |

| Nr. | Spieler            | Erreichte Runde |
| --- | ------------------ | --------------- |
| 09. | Thomas Enqvist     | Achtelfinale    |
| 10. | Mark Philippoussis | Viertelfinale   |
| 11. | Richard Krajicek   | 2. Runde        |
| 12. | Patrick Rafter     | Finale          |
| 13. | Nicolas Kiefer     | 1. Runde        |
| 14. | Greg Rusedski      | 1. Runde        |
| 15. | Marat Safin        | 2. Runde        |
| 16. | Nicolás Lapentti   | 1. Runde        |

## Dameneinzel

### Setzlisten
| Nr. | Spielerin         | Erreichte Runde |
| --- | ----------------- | --------------- |
| 01. | Martina Hingis    | Viertelfinale   |
| 02. | Lindsay Davenport | Finale          |
| 03. | Mary Pierce       | 2. Runde        |
| 04. | Conchita Martínez | 2. Runde        |
| 05. | Venus Williams    | Sieg            |
| 06. | Monica Seles      | Viertelfinale   |
| 07. | Nathalie Tauziat  | 1. Runde        |
| 08. | Serena Williams   | Halbfinale      |

| Nr. | Spielerin               | Erreichte Runde |
| --- | ----------------------- | --------------- |
| 09. | Arantxa Sánchez Vicario | Achtelfinale    |
| 10. | Sandrine Testud         | 1. Runde        |
| 11. | Anke Huber              | Achtelfinale    |
| 12. | Amanda Coetzer          | 2. Runde        |
| 13. | Amélie Mauresmo         | 1. Runde        |
| 14. | Julie Halard-Decugis    | 1. Runde        |
| 15. | Barbara Schett          | 1. Runde        |
| 16. | Dominique Van Roost     | 1. Runde        |

## Herrendoppel

### Setzlisten
| Nr. | Paarung                           | Erreichte Runde |
| --- | --------------------------------- | --------------- |
| 01. | Mark Woodforde Todd Woodbridge    | Sieg            |
| 02. | Paul Haarhuis Sandon Stolle       | Finale          |
| 03. | Alex O’Brien Jared Palmer         | Viertelfinale   |
| 04. | Ellis Ferreira Rick Leach         | Viertelfinale   |
| 05. | Byron Black Jonas Björkman        | Achtelfinale    |
| 06. | David Adams John-Laffnie de Jager | Halbfinale      |
| 07. | Martin Damm Wayne Ferreira        | 2. Runde        |
| 08. | Jiří Novák David Rikl             | Achtelfinale    |

| Nr. | Paarung                        | Erreichte Runde |
| --- | ------------------------------ | --------------- |
| 09. | Sébastien Lareau Daniel Nestor | Viertelfinale   |
| 10. | Mahesh Bhupathi David Prinosil | Achtelfinale    |
| 11. | Nicklas Kulti Mikael Tillström | Halbfinale      |
| 12. | Wayne Black Kevin Ullyett      | 1. Runde        |
| 13. | Donald Johnson Piet Norval     | 2. Runde        |
| 14. | Justin Gimelstob Mark Knowles  | Achtelfinale    |
| 15. | Joshua Eagle Andrew Florent    | 2. Runde        |
| 16. | Tomás Carbonell Martín García  | 1. Runde        |

## Damendoppel

### Setzlisten
| Nr. | Paarung                             | Erreichte Runde |
| --- | ----------------------------------- | --------------- |
| 01. | Lisa Raymond Rennae Stubbs          | Halbfinale      |
| 02. |                                     |                 |
| 03. | Martina Hingis Mary Pierce          | 2. Runde        |
| 04. | Julie Halard-Decugis Ai Sugiyama    | Finale          |
| 05. | Anna Kurnikowa Natallja Swerawa     | Halbfinale      |
| 06. | Virginia Ruano Pascual Paola Suárez | Viertelfinale   |
| 07. | Chanda Rubin Sandrine Testud        | Achtelfinale    |
| 08. | Serena Williams Venus Williams      | Sieg            |
| 09. | Alexandra Fusai Nathalie Tauziat    | 2. Runde        |

| Nr. | Paarung                             | Erreichte Runde |
| --- | ----------------------------------- | --------------- |
| 10. | Conchita Martínez Patricia Tarabini | 2. Runde        |
| 11. | Nicole Arendt Manon Bollegraf       | 2. Runde        |
| 12. | Irina Spîrlea Caroline Vis          | Achtelfinale    |
| 13. | Kimberly Po Anne-Gaëlle Sidot       | 2. Runde        |
| 14. | Anke Huber Barbara Schett           | Achtelfinale    |
| 15. | Laurence Courtois Jelena Lichowzewa | 1. Runde        |
| 16. | Tina Križan Katarina Srebotnik      | 1. Runde        |
| 17. | Liezel Horn Laura Montalvo          | 2. Runde        |

## Mixed

### Setzlisten
| Nr. | Paarung                               | Erreichte Runde |
| --- | ------------------------------------- | --------------- |
| 01. | Todd Woodbridge Rennae Stubbs         | 2. Runde        |
| 02. | Paul Haarhuis Lisa Raymond            | Achtelfinale    |
| 03. | Ellis Ferreira Nicole Arendt          | 1. Runde        |
| 04. | Jonas Björkman Anna Kurnikowa         | 1. Runde        |
| 05. | Rick Leach Amanda Coetzer             | Viertelfinale   |
| 06. | John-Laffnie de Jager Manon Bollegraf | Viertelfinale   |
| 07. | Piet Norval Katarina Srebotnik        | 1. Runde        |
| 08. | Donald Johnson Kimberly Po            | Sieg            |

| Nr. | Paarung                              | Erreichte Runde |
| --- | ------------------------------------ | --------------- |
| 09. |                                      | Rückzug         |
| 10. | Mark Knowles Jelena Lichowzewa       | Viertelfinale   |
| 11. | Wayne Black Cara Black               | 1. Runde        |
| 12. | David Adams Mariaan de Swardt        | Achtelfinale    |
| 13. | Nicklas Kulti Åsa Carlsson           | 2. Runde        |
| 14. | Daniel Orsanic Caroline Vis          | 1. Runde        |
| 15. | Martín Alberto García Laura Montalvo | 1. Runde        |
| 16. | Brian MacPhie Patricia Tarabini      | 1. Runde        |